# Druthmarus
Druthmarus is een geslacht van wantsen uit de familie van de Miridae (Blindwantsen). Het geslacht werd voor het eerst wetenschappelijk beschreven door William Lucas Distant in 1909.

## Soorten
Het genus bevat de volgende soorten:

- Druthmarus coxalis (Reuter, 1891)
- Druthmarus magnicornis (Distant, 1909)
- Druthmarus miyamotoi (Yasunaga, 2001)
- Druthmarus philippinensis (Schuh, 1984)